# Lub
Lub, Liub – książę Wieletów z początku IX wieku.
Współrządził wraz z braćmi, jako najstarszy z nich sprawował godność wielkoksiążęcą. Poniósł śmierć w trakcie walk z Obodrytami. Władzę po nim objęli jego synowie Miłogost i Całodróg.